# Josepa Giner Puigcerver
Josepa Giner Puigcerver (Benissa, Marina Alta, 1906 - 1973) va ser una mestra d'escola valenciana. Originària de Benissa, va exercir una desatacada tasca docent i cívica en els diversos pobles on va estar destinada, com Torrealbilla, Pedreguer o Benissa. Fruit d'això, l'any 1968 fou distingida amb la Creu d'Alfons el Savi.

## Biografia
A l'edat de vuit anys va quedar òrfena de pare, quan aquest va morir en un accident laboral a causa d'haver tocat un fil de conducció elèctrica ocult a dintre d'un garrofer i mentre estava esporgant-lo. Per orientació de son tio, el franciscà fra Josep Puigcerver, lector en teologia i diplomat en pedagogia, estudià magisteri a València. Acabats els seus estudis, feu les oposicions corresponents, i va guanyar la plaça de Torrealbilla, caseriu pertanyent a la ciutat de Lorca. En l'apartat material aconseguí millorar els accessos viaris que unien la pedania amb el nucli urbà de Lorca, sanejament d'un pou d'abastiment d'aigua i enjardinat dels voltants de l'escola i plaça adjacent. Feu possible l'assistència sanitària més elemental com foren les vacunacions reglamentàries a la població infantil fins aquell instant descurades. Dotà l'escola dels imprescindibles útils didàctics auxiliars i durant els anys que va estar en aquell primer destí organitzà en l'inic del curs de cada any unes campanyes de culturització en la població adulta ajudada per son tio el franciscà, considerat en la seua orde com un avançat en matèria pedagògica.
L'any 1927 aconseguí en el concurs de trasllats una plaça a la vila de Pedreguer. Allí romangué fins al 1959, any en què va demanar el trasllat a Benissa. Durant la seua estada a Pedreguer s'incardinà en la societat d'aquella població amb ferma voluntat d'ajudar al progrés dels seus habitants. Incorporada al grup escolar Padre Melchor de Benissa, i jubilada la directora de les aules destinades a la població femenina, fou elegida per ocupar eixe càrrec de responsabilitat. L'exercí fins a la seua jubilació. Eixamplà la seua activitat pedagògica en formar part com a professora de l'Acadèmia de Sant Tomàs d'Aquino, creada a Benissa l'any 1957 pels directors dels centres de formació de batxiller Felipe Cardona, Vicent Martínez i Vicenta Cortés.
Al marge de la seua activitat professional ocupà el càrrec de regidora local de la Secció Femenina de la Falange. El local de la Delegació Local de la Secció Femenina no tardà a sentir el tarannà de donya Pepita. Donya Pepita procurà formar a les denominades “flechas”i “margaritas” (seccions per edat de les xiques adscrites a la Secció Femenina) en esports. Va remetre per a la seua formació a diversos campaments especialitzats les afiliades més ben dotades d'aptituds per a l'esport, i d'aquells ensenyaments van nàixer a Benissa els primers equips femenins de bàsquet i voleibol que, a manca d'un camp d'esports del qual Benissa no disposava en aquella època, jugaven els partits al pati de l'antic Col·legi pare Melchor o en el cine Goya d'estiu dels germans Iborra utilitzant porteries transportables.
L'activisme de donya Pepita s'estengué a altres camps com fou l'Acció Catòlica, la Vetlla Nocturna o el Tercer Orde de Sant Francesc. En eixa activitat religiosa va viure els finals del Concili Vaticà II i es preocupà d'obtenir l'actualització de la seua fe religiosa assistint a les classes de formació dirigides pel prestigiós franciscà, llavors guardià del convent de Benissa, fra Antonio Porturas Plaza. Durant els anys 1963, 1964 i 1965 fou una assídua conferenciant en els cicles organitzats per la denominada Delegación Local de Actividades menades pel metge i delegat local Don Pedro Pastor. En els anys 1965 i 1966 estigué col·laborant en les conferències organitzades per la joventut de l'“Hogar Parroquial de Benissa”.
L'any 1972 formava part del grup de professors del primer curs d'ensenyament del valencià fet a Benissa i organitzat pel Centre Comarcal de Cronistes oficials de la Marina Alta, ocupant-se de les classes de geografia i història. En eixe període formava part de la Comissió de la Causa de Beatificació de fra Humilde Soria, vocalia que dugué a terme amb molta dedicació i recordant que la seua orientació religiosa era filla també d'un franciscà com ho era el ja mencionat fra Josep Puigcerver. Així mateix s'integrà com a vocal en la comissió executiva dels actes de la memòria del primer centenari del naixement del pare Melchor de Benissa.
El seu activisme cívic i la dedicació professional van ser observats per l'Estat Espanyol, que l'any 1968 la distingia amb la Creu d'Alfons el Savi, mentre que uns anys després de la seua mort l'Ajuntament de Benissa li dedicava un carrer immediat al barri de Sant Nicolau.